# Huize Anna Mahieu

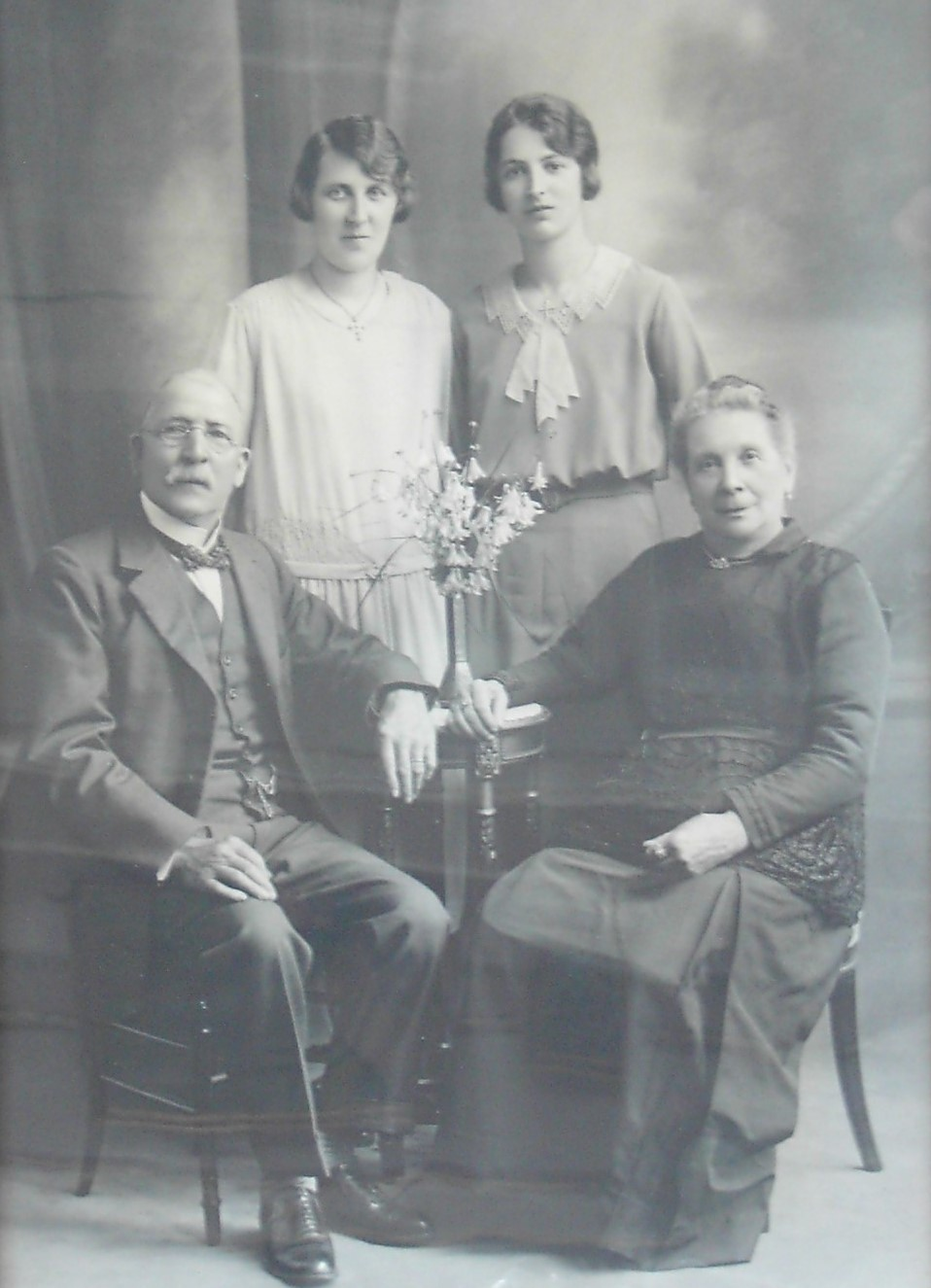
Familie Mahieu-Dewilde (interbellum). V.l.n.r. Emile Mahieu, Flavie Mahieu, Anna Mahieu, Clemence Dewilde.

Huize Anna Mahieu is een herenhuis aan de Westkerkestraat in Eernegem, gebouwd van 1873 tot 1874 en is genoemd naar de laatste bewoonster Antoinette (Anna) Mahieu (1905-2004).

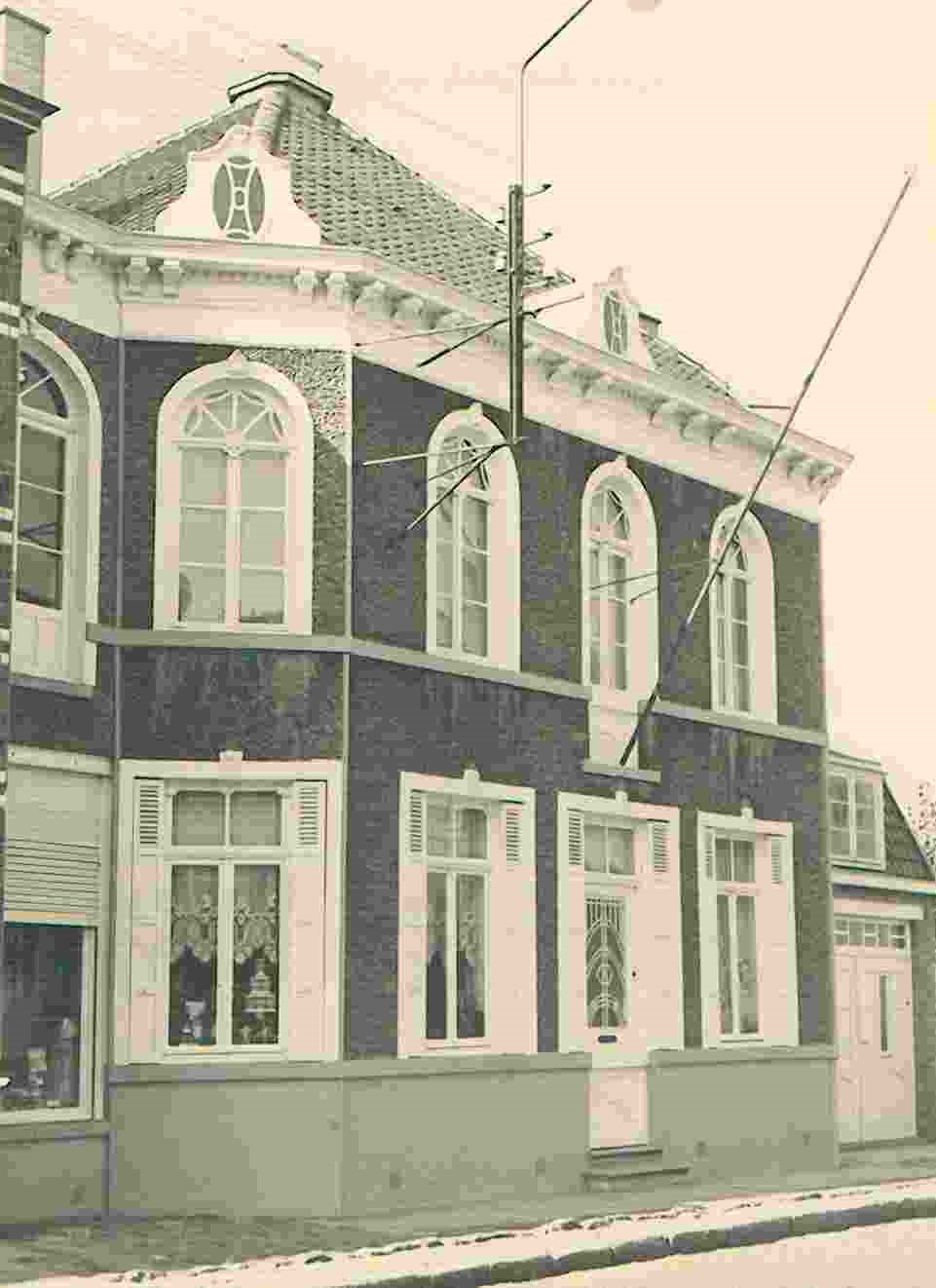
Huize Anna Mahieu

De woning is in 2012 opgenomen als beschermd monument. De bescherming omvat het herenhuis met garage, bijgebouw en tuin met tuinafsluiting, kippenhok, prieeltje en serre. Karel Mahieu startte met de bouw van het pand in 1873-1874. De serre met wintertuin dateert van rond 1900. In 1945 werd de woning opnieuw uitgebreid.
De site was reeds langer eigendom van dezelfde familie. Het was een erfenis van Lodewijk Mahieu (brouwerij De Drie Linden) aan zijn zoon timmerman Pieter Jozef Mahieu omstreeks 1810. Lodewijk Mahieu verwierf tijdens de Franse Revolutie café en brouwerij "De Drie Linden", voorheen eigendom van de abdij van Oudenburg. De vader van de laatste bewoonster, Emile Mahieu (1861-1955), was decoratie- en kunstschilder. Zijn schildersatelier bestaat nog steeds en bevindt zich aan de achterzijde van het herenhuis. Hij decoreerde deze woning eveneens met talloze pittoreske taferelen.